# Michał Kamiński
Michał Tomasz Kamiński, född 28 mars 1972 i Warszawa, är en polsk politiker. Mellan 2009 och 2014 var han Europaparlamentariker för Lag och rättvisa och satt i Gruppen Europeiska konservativa och reformister (ECR), som han också var gruppledare för. Han var vice gruppledare för Gruppen Unionen för nationernas Europa (UEN) innan Europaparlamentsvalet 2009.
Kamiński är också partiledare för det europeiska partiet Alliansen för nationernas Europa (AEN). Han var ECR:s officiella kandidat till att bli en av parlamentets fjorton vice talmän den 14 juli 2009. Han misslyckades dock med att bli vald.